# اندیس سیلیس کاهوان
سیلیس کاهوان یک اندیس غیرفلزی است که در حوالی شهر معلمان استان سمنان قرار دارد و مادهٔ معدنی موجود در آن، سیلیس است.  